# Manūchehr Kolā
Manūchehr Kolā (persiska: منوچهر كلا) är en ort i Iran.   Den ligger i provinsen Mazandaran, i den norra delen av landet, 100 km norr om huvudstaden Teheran. Manūchehr Kolā ligger 28 meter över havet och antalet invånare är 640.
Terrängen runt Manūchehr Kolā är varierad. Runt Manūchehr Kolā är det ganska glesbefolkat, med 39 invånare per kvadratkilometer. Närmaste större samhälle är Nūr, 10,2 km öster om Manūchehr Kolā. I omgivningarna runt Manūchehr Kolā växer i huvudsak blandskog.